# Ďáblovy zahrady

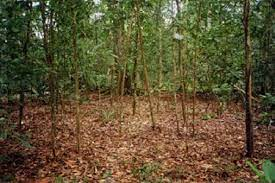
Ďáblova zahrada

Ďáblovy zahrady (Kichwasky: Supay chakra) jsou velký, souvislý porost tvořený pouze čtyřmi druhy stromů: Cordia nodosa, Tococa occidentalis, Tapirira guianensis a Duroia hirsuta.
Na jedné lokalitě se může vyskytovat jeden až tři druhy stromů, s nimiž žije v mutualismu (druh symbiózy výhodný pro oba zúčastněné) kolonie mravenců Myrmelachista schumanni, která zahrnuje až 3 miliony dělnic a 15 000 královen.

## Historie
Podle pověstí amazonských indiánu o zahrady pečoval Chullachaki (kečuánsky: krátká noha), démon, který měl svádět lidi k tomu, aby ho následovali hluboko do džungle, odkud potom již nenašli cestu zpět. Jediným jeho poznávacím znakem mají být jeho nohy, kdy je jedna noha kratší a zakončena kopytem.

## Rozšíření
Ďáblovy zahrady se nachází po celém Amazonském deštném pralese, kdy na různých místech převládají různé druhy stromů.
V jihovýchodním Peru je to Cordia nodosa, občas smíšená s Tococa occidentalis, ve vyšších polohách zase Tapirira guianensis, v jihovýchodním Ekvádoru a severovýchodním Peru pak Duroia hirsuta.

## Mutualismus (symbióza)
Ďáblovy zahrady jsou výsledkem symbiózy mezi stromy (Cordia nodosa, Tococa occidentalis, Tapirira guianensis a Duroia hirsuta) a mravenci Myrmelachista schumanni.
Mravenci žijí v kmenech stromů a živí se jejich listy. Aby si zajistili dostatek nových hostitelů, jakékoli jiné druhy rostlin zahubí tak, že do nich vstříknou kyselinu mravenčí. Rostlina potom začne do 24 hodin odumírat a zemře asi po pěti dnech. Tím se také obohacuje půda, což pomáhá v růstu mladým stromkům.